# L'Épouvantail (roman)
Pour les articles homonymes, voir L'Épouvantail.
L'Épouvantail (The Scarecrow, dans l'édition originale en anglais américain) est un roman policier de Michael Connelly, paru en 2009. C'est le deuxième roman mettant en scène le personnage de Jack McEvoy, roman dans lequel apparaît aussi Rachel Walling.

## Résumé
Jack McEvoy, journaliste au L. A. Times, écrit son dernier article sur un gamin de 16 ans accusé de meurtre. Jack se rend vite compte que le gamin est innocent et essaye de prouver son innocence. Manipulé, traqué, il devient le jouet d'une force fantôme, en apparence immatérielle.

## Éditions
Édition américaine originale
- Michael Connelly, The Scarecrow, éditions Little, Brown and Company, Boston, 2009, .

Éditions françaises
- Michael Connelly, L'Épouvantail (traduit de l'anglais américain par Robert Pépin), Seuil, coll. « Seuil policiers », Paris, 2010.